# Christoph Franz von Buseck
Christoph Franz von Buseck (28 de diciembre de 1724 - 28 de septiembre de 1805) fue obispo católico de Bamberg, siendo el último que actuó como príncipe-obispo de Bamberg.

## Orígenes
Von Buseck nació en Jagstberg, hijo de Ernst Johann Philipp Hartmann von Buseck y Mary Ann. No se sabe casi nada de sus primeros años.

## Período como obispo
El 7 de abril de 1794, von Buseck fue elegido príncipe-obispo de Bamberg y ordenado cura católico. Su sobrino, Georg Karl von Fechenbach, príncipe-obispo de Würzburg, lo consagró obispo el 16 de agosto de 1795. Von Buseck probó ser un gobernante muy débil. En 1796, cuando Bamberg fue invadido por los franceses, Von Buseck huyó a Praga, y cuando esta fue invadida los franceses en 1799,  huyó a Saalfeld. Regresó a Bamberg en 1800 y nombró obispo coadjutor y sucesor suyo a su sobrino.
Durante lamediatización alemana de 1802-1803, en la que se suprimieron todos los principados religiosos, Baviera ocupó el antiguo principado-obispado el 29 de septiembre de 1802 y anexionó sus territorios. Aun así, Von Buseck siguió siendo obispo de Bamberg hasta su muerte el 28 de septiembre de 1805 pero privado de toda potestad temporal. Luego lo sucedió su sobrino. Tras la muerte de este en 1808, la sede quedó vacante hasta 1818, cuando Bamberg fue elevado a arzobispado según concordato bávaro de junio de 1817.